# ماروتي سوزوكي
ماروتي سوزوكي (من مجموعة ماروتي أوديوغ) هو أول مصنع سيارات هندي. أسس سنة 1981. ومنذ عام 2002، أصبح المصنع الياباني سوزوكي يملك 54% منه، بينما امتلكت منه الحكومة الهندية فقط 25%.
ينتج هذا المُصنع سلسلة «سوزوكي» إضافة إلى سلسلات أخرى في السوق الهندي. ويحتكر 54% من السوق المحلي ببيعه 561,822 سيارة تحت علامته التجارية خلال موسم 2005-2006.
و ينتج «ماروتي» إضافة إلى ذلك نماذج موجهة إلى التصدير، وذلك تحت أسماء «سوزوكي آلتو» و «نيسان بيكسو».